# إعلان الولايات المتحدة الحرب على الإمبراطورية اليابانية

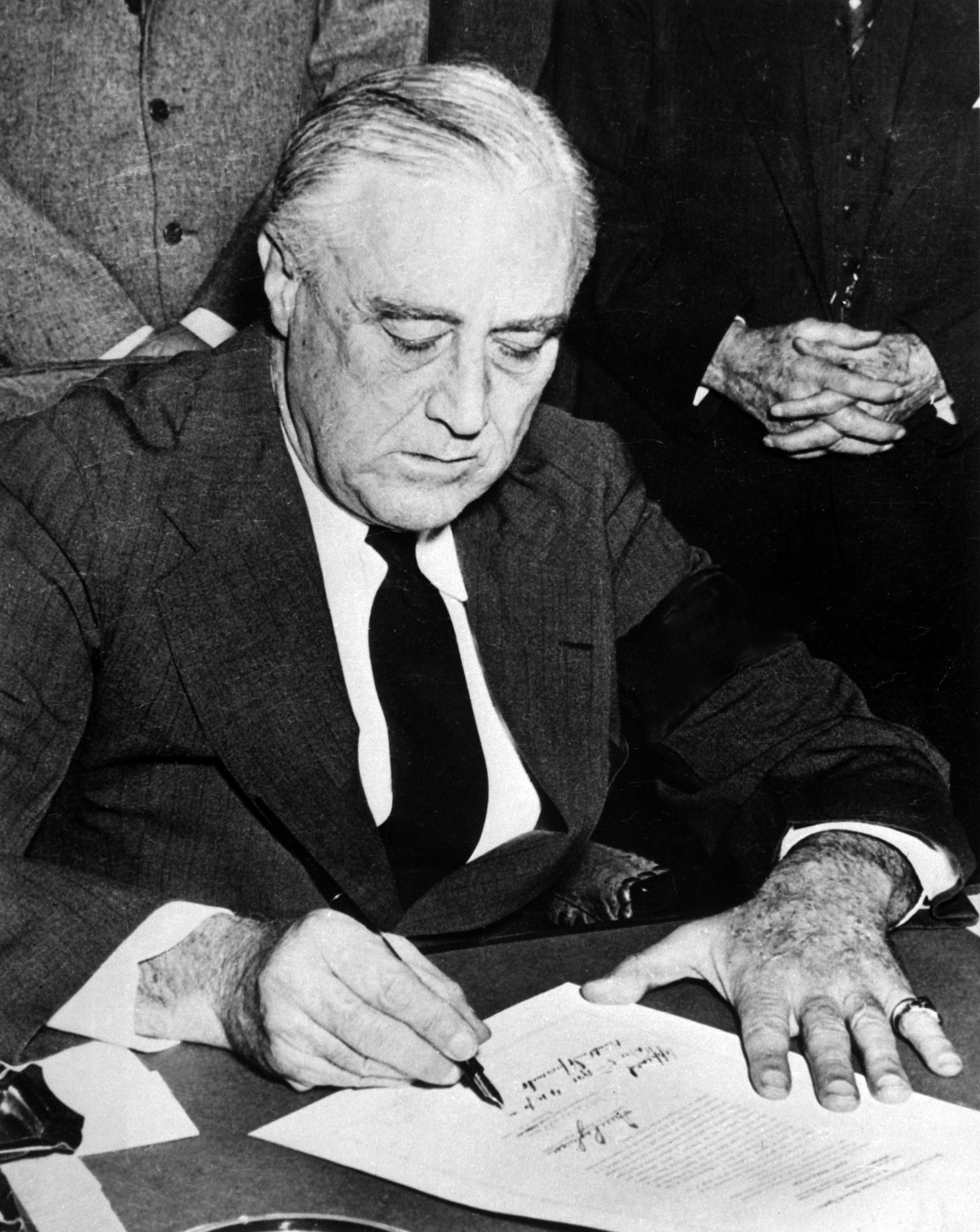
الرئيس روزفلت، يرتدي شارة سوداء، يوقع إعلان الحرب على اليابان في 8 ديسمبر 1941

في 8 ديسمبر 1941، أعلن كونغرس الولايات المتحدة الحرب (Pub. L. 77-328) على إمبراطورية اليابان ردًا على الهجوم المفاجئ لتلك الدولة على بيرل هاربر في اليوم السابق. لقد تمت صياغة الإعلان بعد ساعة من الخطاب المشين للرئيس فرانكلين دي روزفلت. أرسلت اليابان رسالة إلى سفارتها في واشنطن، ولكن بسبب مشاكل في فك الشفرة وكتابة الرسالة الطويلة جدًا – لقد كان مستوى الأمان العالي المخصص للإعلان يعني أن الأفراد الذين لديهم تصاريح عالية جدًا هم فقط من يمكنهم فك تشفيرها، مما أدى إلى إبطاء العملية – لم يتم تسليم الرسالة لوزيرة الخارجية الأمريكية إلا بعد هجوم بيرل هاربر. وبعد إعلان الولايات المتحدة، أعلن حلفاء اليابان، ألمانيا وإيطاليا، الحرب على الولايات المتحدة، مما أدخل الولايات المتحدة بالكامل في الحرب العالمية الثانية.

## الخلفية
وقع الهجوم على بيرل هاربر قبل تسليم إعلان الحرب من اليابان إلى الولايات المتحدة. تم النص في الأصل على أن الهجوم يجب ألا يبدأ إلا بعد ثلاثين دقيقة من إبلاغ اليابان للولايات المتحدة بأنها تنسحب من مفاوضات السلام الإضافية، ولكن الهجوم بدأ قبل تسليم الإشعار. أرسلت طوكيو الإشعار المكون من 5000 كلمة – المعروف باسم «الرسالة المكونة من 14 جزءً» – في قطعتين اثنتين إلى السفارة اليابانية في واشنطن. ومع ذلك، وبسبب الطبيعة السرية للغاية للرسالة، كان لا بد من فك شفرتها وترجمتها وطبعها من قبل كبار مسؤولي السفارة، الذين لم يتمكنوا من القيام بهذه المهام في الوقت المتاح. وعليه، لم يسلمها السفير إلا بعد بدء الهجوم. ولكن حتى لو كان الأمر كذلك، فقد تمت صياغة الإخطار بحيث لا يتسبب في إعلان الحرب في الواقع ولا بقطع العلاقات الدبلوماسية، لذلك لم يكن إعلانًا مناسبًا للحرب كما تتطلب التقاليد الدبلوماسية.
أعلنت المملكة المتحدة الحرب على اليابان قبل تسع ساعات من قيام الولايات المتحدة بذلك، ويرجع ذلك جزئيًا إلى الهجمات اليابانية على المستعمرات البريطانية في مالايا وسنغافورة وهونغ كونغ؛ وكذلك جزئيًا إلى وعد ونستون تشرشل بإعلان الحرب «في غضون ساعة» من هجوم ياباني على الولايات المتحدة.

## التصويت والتوقيع الرئاسي
طلب الرئيس روزفلت رسميًا الإعلان في خطابه المشين، الموجه إلى جلسة مشتركة للكونغرس والأمة في الساعة 12:30 مساء يوم 8 ديسمبر. سرعان ما تم طرح الإعلان للتصويت؛ أقره مجلس الشيوخ الأمريكي، ثم مر على مجلس النواب الأمريكي في الساعة 1:10 مساءً. كان التصويت بنتيجة 82-0 في مجلس الشيوخ و388-1 في مجلس النواب. كان الصوت الوحيد ضد الإعلان من نصير جانيت رانكن، وهي من دعاة السلام وأول امرأة منتخبة لعضوية الكونغرس (عام 1916) مما أثار غضب بعض أقرانها. لقد ضغط عليها العديد من الزملاء لتغيير تصويتها لجعل القرار بالإجماع - أو على الأقل الامتناع عن التصويت - لكنها رفضت. قالت: «كامرأة، لا يمكنني الذهاب إلى الحرب، وأنا أرفض إرسال أي شخص آخر». كانت تسع نساء أخريات يشغلن مقاعد في الكونغرس في ذلك الوقت. وبعد التصويت، تبعها الصحفيون إلى غرفة المعاطف الجمهورية حيث رفضت الإدلاء بأي تعليقات ولجأت إلى كشك الهاتف حتى قامت شرطة الكابيتول الأمريكية بتطهير غرفة المعاطف. بعد يومين، جاء إعلان حرب مماثل ضد ألمانيا زإيطاليا للتصويت؛ امتنعت رانكن عن التصويت. لقد صوتت تسع نساء أخريات لإعلان الحرب.
وقع روزفلت الإعلان في الساعة 4:10 مساءً من نفس اليوم. إن سلطة إعلان الحرب مخولة حصريًا للكونغرس في دستور الولايات المتحدة، مما يجعله سؤالًا مفتوحًا عما إذا كان توقيعه ضروريًا من الناحية الفنية. ومع ذلك، كان توقيعه قويًا ورمزيًا وحل أي شكوك.

تم توقيع قرار الكونغرس الأمريكي المشترك من قبل الرئيس روزفلت في 8 ديسمبر 1941 الساعة 4:10 مساءً، القانون العام 77-328، 55 STAT 795، الذي أعلن الحرب على اليابان.

في حين أن الحكومة الإمبراطورية اليابانية قد ارتكبت أعمال حرب غير مبررة ضد حكومة وشعب الولايات المتحدة الأمريكية: